# Pachyserica minax
Pachyserica minax är en skalbaggsart som beskrevs av Ahrens och Fabrizi 2009. Pachyserica minax ingår i släktet Pachyserica och familjen Melolonthidae. Inga underarter finns listade i Catalogue of Life.